# Kim Hong-yeon
Kim Hong-yeon (kor. 김홍연; * 12. Juni 1990 in der Präfektur Aichi, Japan) ist ein ehemaliger südkoreanischer Fußballspieler.

## Karriere
Kim Hong-yeon erlernte das Fußballspielen in der Universität der Korea University in Japan. Seinen ersten Vertrag unterschrieb er 2013 beim Fukushima United FC. Der Verein aus Fukushima, einer Stadt in der Präfektur Fukushima, spielte in der damaligen dritten Liga, der Japan Football League. Hier stand er bis Ende 2016 unter Vertrag. Nach 94 Spielen wechselte er im Februar 2017 für ein Jahr zum Ligakonkurrenten Iwate Grulla Morioka nach Morioka. Für Iwate stand er 16-mal in der dritten Liga auf dem Spielfeld. Der Viertligist Vanraure Hachinohe aus Hachinohe nahm ihn 2018 unter Vertrag. Von August 2020 bis Saisonende wurde er an den ebenfalls in der vierten Liga spielenden Nara Club nach Nara ausgeliehen. Am 1. Februar 2021 beendete er seine Karriere als Fußballspieler.